# Nordische Skiweltmeisterschaften 1925/Teilnehmer (Italien)
| ITA |   |   |
|     |   |   |
| —   | — | — |

An den nachträglich zu den Nordischen Skiweltmeisterschaften von 1925 erklärten Rendezvous-Rennen in Johannisbad im tschechoslowakischen Teil des Riesengebirges nahm Italien mit einer Delegation von zumindest 4 Athleten teil.
Trotz der geringen Mannschaftsstärke erkämpften die italienischen Skisportler beachtliche Erfolge, darunter vier Platzierungen in den Top 10 und weitere drei Platzierungen in den Top 30.
Der erfolgreichste Teilnehmer der italienischen Mannschaft war Enrico Colli mit einem 7. und einem 8. Rang in den beiden Skilanglaufwettbewerben. Die beste Einzelplatzierung erreichte Giuseppe Ghedina mit dem 6. Platz im Skilanglauf über 18 km.

## Teilnehmer und Ergebnisse
| Sportler         | Verein                     | Skilanglauf 18 km | Skilanglauf 50 km | Skispringen K-40 | Nordische Kombination |
| ---------------- | -------------------------- | ----------------- | ----------------- | ---------------- | --------------------- |
| Enrico Colli     | Sci Club Cortina d’Ampezzo | 7.                | 8.                | –                | –                     |
| Vincenzo Colli   | Sci Club Cortina d’Ampezzo | 9.                | –                 | –                | –                     |
| Luigi Faure      | Sci Club Sauze d’Oulx      | 66-68             | –                 | 22.              | 21.                   |
| Giuseppe Ghedina | Sci Club Cortina d’Ampezzo | 6.                | 21.               | –                | -                     |